# نظریه زمین‌مرکزی

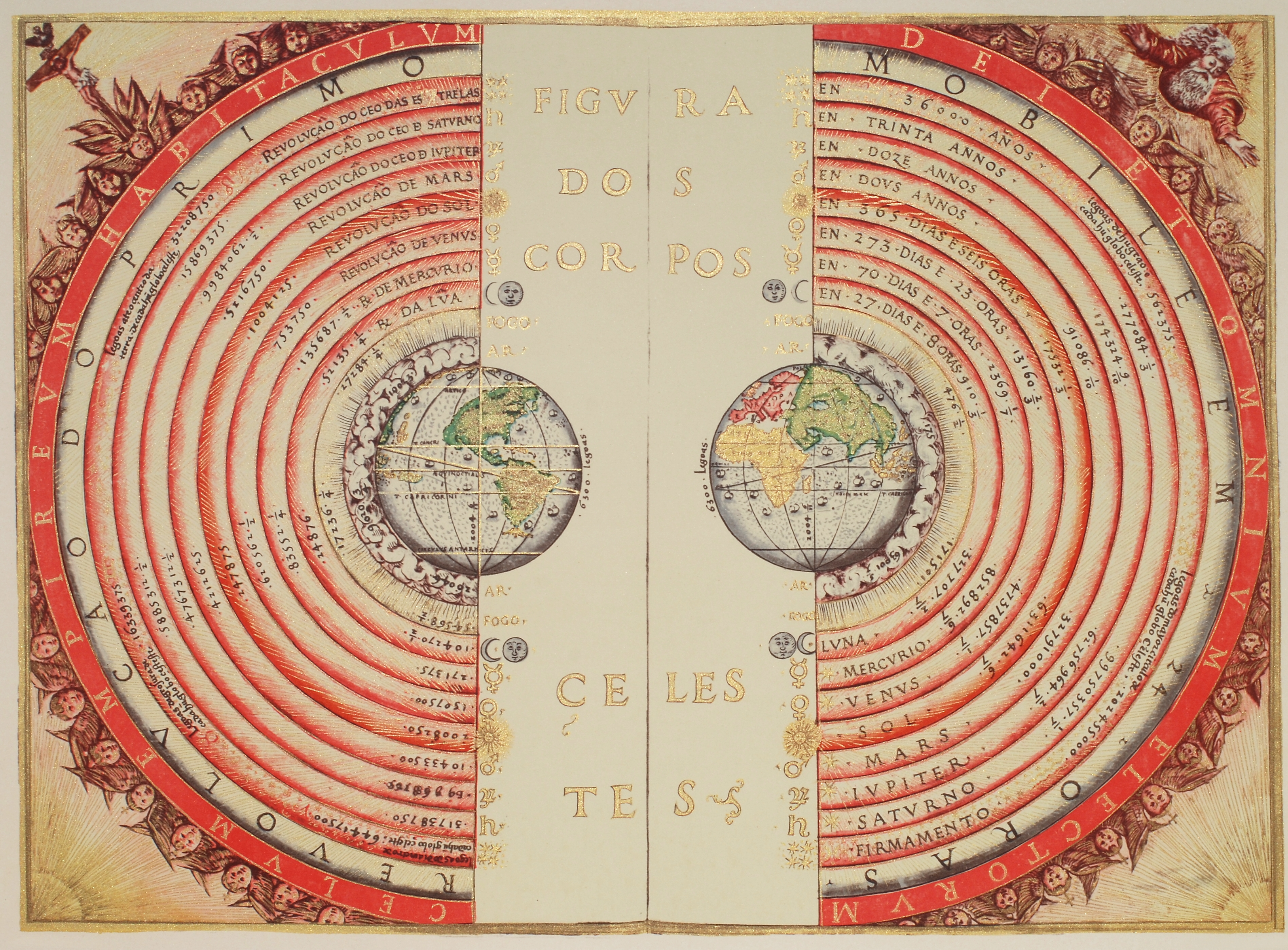
شکل اجرام آسمانی - نگاره‌ای از یک‌ساختار زمین‌مرکزی غیر بطلمیوسی، ترسیم‌شده توسط کیهان‌شناس و نقشه‌بردار پرتغالی Bartolomeu Velho در ۱۵۶۸ میلادی (کتابخانه ملی فرانسه، پاریس)

نظریهٔ زمین‌مرکزی (به انگلیسی: Geocentrism) توضیح حرکت سیارات را با دشواری‌های بزرگی مواجه کرد. حرکت سیاره‌ها در واقع مانند حرکت خورشید و ماه در آسمان یکنواخت نیست و گاهی تندتر و گاهی کندتر انجام می‌شود. گاهی نیز این حرکات بازگشتی هستند. به‌طوری‌که مدار سیاره‌ها در آسمان به صورت منحنی‌های پیچیدهٔ حلقه‌ای نمایش می‌دهد. اینک چنین وضعی با طرح جا افتادهٔ ارسطو مبنی بر حرکات دایره‌ای بطلمیوس را به یک نبوغ فکری واداشت. او حرکت غیریکنواخت سیارات را با آموزه‌های ارسطویی مبتنی بر حرکت دایره‌ای یکنواخت هماهنگ ساخت.
وی معتقد بود: سیاره محیط دایره‌ای کوچک موسوم به اپی سیکل یا دایره مسیر را دور می‌زند؛ و مرکز این دایره روی دایرهٔ بزرگ‌تر (دایرهٔ راهبر) قرار داشته و به گرد زمین می‌گردد.
بطلمیوس بدین نحو کلیهٔ حرکات را در آسمان توصیف کرد و در کتاب المجسطی به صورت زیر خلاصه نمود:
1. زمین در مرکز جهان است و در برابر گنبد آسمان نقطهٔ کوچکی است.
2. گنبد مستدیر آسمان با ستارگانی که بر آن چسبیده‌اند در هر شبانه‌روز یک دور از مشرق به مغرب به دور زمین می‌چرخد. خورشید، ماه و سیارات حرکاتی مضاف بر این نیز انجام می‌دهند.
3. خورشید در هر سال مضافاً دوری به دور زمین را طی می‌کند.

۴. سطح مدار خورشید منطقه البروج نامیده می‌شود و قایم بر آن با محور دوران گنبد آسمان زاویه ۲۳٫۵ درجه می‌سازد.
1. ماه و سیارات در منطقه البروج در حرکتند.
2. ماه در مداری دایره‌ای به گرد زمین می‌چرخد.

۷. سیارات بر دایره‌های مسیر در حرکتند و دایره مسیر بر دایرهٔ راهبر به دور زمین در گردش است.
اعتقاد به مرکزیت داشتن زمین تا روزگار پیش از کوپرنیک به‌غایت همه‌گیر و مورد قبول بوده است. چنان‌که مشاهده می‌کنیم در ادبیات زبان‌های مختلف عباراتی مانند «چرخ نیلوفری» یا «گردان سپهر» و مانند آن بسیار پربسامد به کار می‌رفته و هنوز هم به کار می‌روند.

## تاریخچه
نظریهٔ زمین مرکزی: بطلمیوس، دانشمند یونانی بیش از دو هزار سال پیش، با مشاهدهٔ حرکت ظاهری ماه و خورشید، به این نتیجه رسید که زمین، در مرکز عالم قرار دارد و اجرام آسمانی دیگر به دور آن می‌گردند.
بر اساس این نظریه، که نظریهٔ «زمین‌مرکزی» نامگذاری شد، زمین، ثابت است و ماه و خورشید و پنج سیارهٔ شناخته‌شدهٔ آن روزگار، یعنی عطارد، زهره، مریخ، مشتری و زحل، در مدارهایی دایره‌ای به دور زمین می‌گردند.
برخی دانشمندان ایرانی مانند ابوسعید سَجزی و خواجه نصیرالدین طوسی، با اندازه‌گیری‌های دقیق و تفسیر درست یافته‌های علمی، ایرادهایی بر نظریهٔ زمین‌مرکزی وارد کردند. این نظریه در اروپا نیز مخالفانی داشت؛ ولی تا حدود قرن ۱۶ میلادی مطرح بود.